# LT vz.38
LT vz.38 (Lehky Tank vzor  38 (рус. — лёгкий танк образца 38 года) — чехословацкий лёгкий танк, разработанный компанией ČKD в конце 1930-х годов. После оккупации Чехословакии нацистской Германией, использовался немецкой армией на начальной стадии Второй мировой войны под обозначением Panzerkampfwagen 38(t) или Pz.Kpfw.38(t). На тот момент считался одним из лучших лёгких танков вермахта

## История создания
Компания Českomoravská Kolben-Daněk (ČKD) была основана в 1871 году и первоначально занималась производством промышленного оборудования. Во время Первой мировой войны она участвовала в производстве небольшой партии бронеавтомобилей для австро-венгерской армии. После распада Австро-Венгрии, ČKD не предпринимала попыток производства военной техники. Первые попытки расширить производство бронетехники были предприняты в 1920-е годы. Ими оказались гусеничный тягач на базе французского лёгкого танка Renault FT-17 и лёгкий колёсно-гусеничный танк Kolohousenka 50, но эти проекты оказались неудачными.
Осознавая нехватку опыта в разработке гусеничных машин, представители ČKD приобрели три британских танкетки Carden-Loyd Mk.VI. После, компания выпустила модифицированную танкетку P-1 на базе Carden-Loyd Mk.VI. ČKD  получила небольшой заказ на её производство от чехословацкой армии.
В середине 1930-х годов танковое конструкторское бюро ČKD под руководством русского инженера А. М.  Сурина, оказавшегося в Чехословакии после Октябрьской революции 1917 года, начало работу над совершенно новой конструкцией подвески. Чертежи танкетки AH-IV и лёгкого танка TNH (Tank Naprosto Housenka, рус. — полностью гусеничный танк) были готовы в начале 1935 года. Обе машины должны были использовать подвеску новой конструкции, состоявшую из опорных катков большого диаметра, попарно установленных на горизонтальную листовую рессору.
В то время Чехословакия была не в состоянии финансировать новые военные проекты, поэтому ČKD обратилась к внешнему рынку. Танком быстро заинтересовалась армия Ирана. В мае 1935 года в Прагу прибыла иранская военная делегация.  Они встретились с представителями Škoda и ČKD. Чертежи  ČKD произвели впечатление на иранскую делегацию, которая немедленно заказала 30 пулемётных танкеток AH-IV, и 30 лёгких танков TNH, вооруженных 37-мм пушками и двумя пулемётами.

## Проектирование и производство
После получения заказа ČKD произвела по одному прототипу каждой из машин. Они, без вооружения, были готовы к сентябрю 1935 года. Иранская делегация была впечатлена и увеличила заказ на 50 машин обоих типов. После этого, компания приступила к доработке танка TNH, которая продолжилась до конца 1935 года, но произошли некоторые трудности. Поэтому танки были завершены в мае 1937 года. После успешного выполнения договора ČKD с иранской армией, компания решила нацелиться на экспорт этого танка и другим странам. Ими должны были стать: Литва (заказала 21 танк, но из-за аннексии СССР договор был отменён), Перу и Швейцария.
В конце 1930-х годов, воодушевленные экспортными успехами, ČKD попыталась продать TNH чехословацкой армии. Ранее ČKD уже участвовала в производстве 298 танков Škoda LT vz.35. Чехословацкая армия решила не увеличивать производство LT vz.35, а потребовала создания танка совершенно новой конструкции. ČKD на этот запрос представила танк TNH-S («S» —soudobý, рус. — новейший). Первая машина была построена в 1937 году из конструкционной стали, потому что она должна была служить в рекламных целей для привлечения новых покупателей. Внешне танк TNH-S ничем не отличался от стандартного TNH, но имел более мощный двигатель и новую коробку передач. В начале 1938 года TNH-S и ещё один прототип танка P-II-R, были представлены армии. После серии испытаний, которые продолжались до марта, армия запросила испытать установку башни от LT vz.35 с новой пушкой Škoda 37-мм A7. В апреле армия выдвинула несколько новых требований, касающихся конструкции лобового листа механика-водителя, которую пришлось изменить, чтобы обеспечить больше места для эффективной работы пулемёта, увеличить толщину брони лобовой пластины до 25 мм, увеличить запас топлива с 180 до 210 л. После нескольких месяцев испытаний вооружения на танке в начале июля TNH-S был вновь представлен чехословацкой армии. Она была впечатлена его характеристиками и было принято решение начать производство танка TNH-S под обозначением LT vz.38.
Несмотря на его выдающиеся характеристики, начало производства LT vz.38 было отложено. Основной причиной этого стала его высокая цена по сравнению с более устаревшим LT vz.35. Цена на LT vz.38 без орудия составляла 640  тыс. крон. Вскоре эта проблема была решена и в конце июля 1938 года был подписан контракт на поставку 150 машин. Первые 20 танков планировалось выпустить к концу года, остальные — в начале 1939 года. Танки собирались на заводе ČKD. Завод Praga поставлял двигатели и детали для коробок передач. За броневые листы были отвечали сталелитейные заводы Poldi и VHHT.
Попытки Чехословакии реорганизовать и расширить свою армию так и не были завершены. В частности, из-за Мюнхенского соглашения в сентябре 1938 года Германии отошла большая часть Чехословакии. В это время ČKD получила разрешение на рекламу своего танка за рубежом. Британия заинтересовалась им и в феврале 1939 года один танк был отправлен в Англию для испытаний, после которых армия Британии отказалась от танка. Швеция также пыталась приобрести LT vz.38, и было подписано соглашение на поставку 90 машин. В июле 1940 года эти танки были реквизированы немецкой армией. Несмотря на это, Швеция смогла приобрести лицензию на его производство.
После оккупации Чехословакии и Моравии немецкой армией, заводы Škoda и ČKD перешли в их владение. В мае 1939 года немецкое управление вооружениями сухопутных сил (Heeres Waffenamt) направило делегацию на завод ČKD, который был переименована в BMM (Böhmisch-Mährische Maschinenfabrik AG). Делегацию возглавлял подполковник. Фридрих Ольбрихт. При осмотре завода, делегацию привлёк LT vz.38. Его характеристики произвели большое впечатление на делегацию, которые после изучения предложили принять его на вооружение армии. По этой причине 15 мая 1939 года был сформирован рабочий штаб управления вооружений в Праге (Arbeitstab des Heeres Waffenamt-Prag). Уже произведенные 10 танков были переданы 1-му бронетанковому полку, дислоцированному в Миловице, в котором они использовались для подготовки новых инструкторов. Ещё 9 машин  были официально переданы немцам 22 мая 1939 года. Объём производства должен был составить около 25 машин в месяц. Помимо первых 10 машин, 12 были изготовлены в июне, в июле были произведены — 39 танков, в августе — 18 машин, в сентябре — 31 штук, в октябре —30, а последние 11 были изготовлены в ноябре 1939 года.
LT vz.38 по характеристикам был близок к ранним модификациям Pz.Kpfw.III, поэтому изначально танк именовался как tschechische Pz.Kpfw.III (рус. — Чехословацкий Pz.Kpfw.III). В августе 1939 года танк начал обозначаться как LTM 38 (Leichte Tank Munster 38, рус. — лёгкий танк Мюнстер 38). Привычное обозначение Panzerkampfwagen 38(t) или Pz.Kpfw.38(t) было официально введено в середине января 1940 года. Также, его орудие A7 получило обозначение 3,7 cm Kw.K.38(t), а пулемёт ZB vz.37 — MG 37 (t).
| Модель       | Год   | 1     | 2     | 3     | 4     | 5     | 6     | 7     | 8     | 9     | 10    | 11    | 12    | Всего |
| ------------ | ----- | ----- | ----- | ----- | ----- | ----- | ----- | ----- | ----- | ----- | ----- | ----- | ----- | ----- |
| Ausf. A      | 1939  |       |       |       |       | 9     | 12    | 39    | 18    | 31    | 30    | 11    |       | 150   |
| Ausf. B      | 1940  | 10    | 24    | 31    | 30    | 15    |       |       |       |       |       |       |       | 110   |
| Ausf. C      | 1940  |       |       |       |       | 15    | 30    | 30    | 35    |       |       |       |       | 110   |
| Ausf. D      | 1940  |       |       |       |       |       |       |       |       | 35    | 44    | 26    |       | 105   |
| Ausf. E      | 1940  |       |       |       |       |       |       |       |       |       |       | 1     | 44    | 45    |
| Для Словакии | 1940  |       |       |       |       |       |       |       |       |       | 2     | 8     |       | 10    |
| Ausf. E      | 1941  | 45    | 50    | 53    | 49    | 33    |       |       |       |       |       |       |       | 230   |
| Ausf. F      | 1941  |       |       |       |       | 27    | 45    | 45    | 44    | 46    | 43    |       |       | 250   |
| Ausf. S      | 1941  |       |       |       |       | 10    | 10    | 20    | 20    | 30    |       |       |       | 90    |
| Ausf. G      | 1941  |       |       |       |       |       |       |       |       |       | 10    | 50    | 50    | 110   |
| Для Словакии | 1941  |       |       |       |       | 10*   | 8*+2  |       |       |       |       |       |       | 18*+2 |
| Ausf. G      | 1942  | 60    | 60    | 29    |       | 21    | 26    |       |       |       |       |       |       | 196   |
| Для Словакии | 1942  |       |       |       |       |       |       |       |       |       | 7     |       |       | 7     |
| Итого        | Итого | Итого | Итого | Итого | Итого | Итого | Итого | Итого | Итого | Итого | Итого | Итого | Итого | 1433  |

*18 засчитаны немцами в собственную статистику.
Всего для германской армии было сдано 1396 танков и 37 — для словацкой.

## Описание конструкции

### Корпус
LT vz.38 имел классическую для танков компоновку. Моторно-трансмиссионное отделение находилось в кормовой части. Боевое отделение — в средней части, а отделение управления — в передней. Моторно-трансмиссионное отделение и боевое отделение были отделены огнестойкой и газонепроницаемой бронированной перегородкой. Для обеспечения ремонта, в середине этой перегородки был расположен люк прямоугольной формы.
Корпус LT vz.38, как и остальные части танка, были изготовлены из бронелистов. Они были приклёпаны к специальной раме. Некоторые части танка, например, люк для доступа к трансмиссии в лобовой части танка, крыша корпуса и крышка МТО, крепились болтами.
Корпус имел простую квадратную форму. На ранних модификациях танка левая часть лобового листа слегка выдавалась вперёд. На более поздних машинах она имела прямую форму. В корпусе имелось три смотровых щели. Первые две находились в лобовой проекции танка. Третье находилось на правом борту корпуса. Они были защищены бронированным стеклом толщиной 50 мм. Крыша корпуса была полностью плоской. На ней имелся единственный люк, предназначенный для радиста.

### Башня
Башня танка LT vz.38 также имела простую конструкцию. Она состояла из бронелистов, скрепленных заклёпками и болтами. Лобовая деталь была установлена под углом 9°, а бортовые — под углом 10° к вертикали. Для простоты обслуживания орудия, лобовой бронелист крепился к раме с помощью болтов. Башня имела полный поворот в 360°. Диаметр подбашенного кольца составлял 1210 мм.
Командирская башенка (ку́пола) была расположена на левой стороне крыши башни. Она имела четыре смотровых прибора. Перед башенкой был установлен поворотный перископ. Слева от неё имелся маленький круглый люк для запуска сигнальных ракет. Башня не имела каких-либо других смотровых приборов.

### Вооружение
Основное вооружение  LT vz.38 состояло из пушки Škoda 37-мм A7. Скорострельность орудия составляла около 15 выстрелов в минуту. Боекомплект — 90 снарядов, которые хранились в 15 специальных ящиках по шесть снарядов в каждом. Возможный угол вертикального наведения орудия составлял -10°...+25°. Оно наводилось с помощью оптического прицела Turmzielfernrohr 38(t) (TZF 38(t)) с 2,6-кратным увеличением и углом обзора 25°. Казённая часть орудия была снабжена бронированным противооткатным щитком. Под ним имелся холщовый мешок для стреляных гильз.
Дополнительное вооружение танка состояло из двух 7,92-мм пулемётов ZB vz. 37. Оба пулемёта находились в шаровой установке. У каждого имелся свой отдельный оптический прибор с 2,6-кратным увеличением. Кроме того, в танке находился пистолет-пулемёт MP 38/40 и сигнальная ракетница.
Первый пулемёт был установлен в корпусе, им управлял радист. Он имел угол поворота 28° и угол наклона -10°...+10°. Также была возможность ведения огня из него механиком-водителем, для этого у него был спусковой крючок на левом рычаге управления. В этом случае пулемёт фиксировался строго прямо.
Второй пулемёт был установлен справа от основного орудия. Он наводился наводчиком. Как и у первого пулемёта, у него имелось несколько вариантов ведения огня. Он мог быть соосно зафиксирован с основным орудием специальным штифтом. Также, пулемёт можно было наводить независимо от орудия, сняв этот штифт. В этом случае пулемёт имел угол поворота 28° при угле возвышения -10°...+25°.
Общий боекомплект двух пулемётов составлял 2700 патронов, у MP 38/40 — 256 патронов, а у ракетницы —  24 ракеты.

### Подвеска и ходовая часть
Подвеска LT vz.38 состояла из четырёх больших опорных катков диаметром 775 мм. Катки были попарно установлены на полуэллиптические рессоры. Кроме того, подвеска танка состояла из передней ведущей звёздочки, заднего ленивца и двух маленьких поддерживающих катков. Гусеница состояла из 94 звеньев. Каждое звено гусеницы имело ширину 293 мм. Они были соединены с помощью штифтов на пружинных зажимах.

### Двигатель и трансмиссия
LT vz.38 оснащался шестицилиндровым бензиновым двигателем Praga TNHPS/II мощностью 125 л.с. Максимальная скорость танка составляла 42 км/ч по шоссе и 17 км/ч по пересеченной местности. Система охлаждения двигателя состояла из одного радиатора и большого вентилятора, которые были расположены в задней части моторного отсека. Температуру двигателя можно было регулировать из боевого отделения. Воздухозаборники располагались над двигателем и были защищены от пуль и осколков бронированными пластинами. Двигатель можно было запустить с помощью стартера типа Scintilla мощностью 2,5 КВт или с помощью рукоятки.
Трансмиссия танка состояла из четырёхступенчатой коробки передач Praga-Wilson CV-TNHP.  Она соединялась с двигателем приводным валом, который проходил через нижнюю часть всего боевого отделения.

### Экипаж
Изначально планировалось, что экипаж LT vz.38 будет состоять из трёх человек. В этом случае командир был перегружен множеством задач: слежения за полем боя и наводкой орудия. После того, как танк попал немцам, в башню добавился второй человек. В итоге, экипаж танка составил четыре человека.
Командир танка выполнял две роли — командование и наводка орудия. Он находился в левой части башни. Справа от него находился заряжающий, который имел возможность ввести огонь из башенного пулемёта. Радист находился в левой части корпуса. Он имел возможность ввести огонь из курсового пулемёта. Справа от него находился механик-водитель.

## Модификации
1.Serie. Pz.Kpfw.38 (t) Ausf.A — 150 (№№ 1—150). Базовая модификация.
2.Serie. Pz.Kpfw.38 (t) Ausf.В — 110 (№№ 151—260). Небольшие изменения в корпусе танка.
3.Serie. Pz.Kpfw.38 (t) Ausf.С — 110 (№№ 261—370). Первые машины практически ничем не отличались от Ausf.В. В ходе производства было увеличено бронирование нижней лобовой детали корпуса до 40 мм, а также кольцо вокруг башенного погона, защищавшее от заклинивания башни  при попадании пуль и осколков.
4.Serie. Pz.Kpfw.38 (t) Ausf.D — 105 (№№ 371—475). Продолжение третьей серии с небольшими изменениями в ходе производства.
5.Serie. Pz.Kpfw.38 (t) Ausf.Е — 275 (№№ 476—750). Верхняя лобовая деталь подбашенной коробки изготавливалась прямой из пакета из двух листов 25-мм брони. Нижняя лобовая деталь корпуса, как и лоб башни, так же получили аналогичное бронирование. На борта подбашенной коробки установили дополнительные 15-мм бронелисты. Борта башни теперь делались из 30-мм, корма — из 25-мм, а крыша  — из 12-мм брони. Для компенсации возросшего веса были усилены элементы ходовой части.
6.Serie. Pz.Kpfw.38 (t) Ausf.F — 250 (№№ 751—1000). Практически идентична Ausf.Е.
7.Pz.Kpfw.38 (t) Ausf.S (№№ 1001—1090). Заказ Швеции. 18 июля все изготавливавшиеся танки были реквизированы для нужд Вермахта. Машины в целом были аналогичны Ausf. Е/F, за исключением дополнительного бронирования бортов корпуса.
8.Serie. Pz.Kpfw.38 (t) Ausf.G — 306 (№№ 1101—1359, 1480—1526). Броня лобовых деталей вместо двухслойной стала выполняться из 50-мм монолитной плиты. Резко уменьшилось количество заклёпочных и болтовых соединений. Последняя партия из 47 танков предназначалась для отправки в Северную Африку, поэтому имела некоторые внешние особенности.
В 1939 году Словакия заказала у BMM 30 танков LT-38. Выпускались с октября 1940 по июнь 1941 года, Первые 10 танков поступили в войска в феврале 1941 года. В процессе производства 18 машин были приняты Вермахтом, но затем переданы заказчику; 10 из них получили серийные номера №№ 1091—1100. В армии Словакии получили номера V-3000 — 3029. 2 февраля 1943 года с ВММ поступили последние 7 танков словацкого заказа (V-3051 — 3057). Были идентичны Pz.Kpfw. 38 (t) Ausf. A позднего выпуска (со штыревой антенной). Дополнительно, в рамках операции «Eiche», 30 августа 1943 года с венского арсенала армия Словакии получила 20 танков разных модификаций (№№ 25, 35, 47, 60, 61, 90, 93, 95, 125, 197, 261, 324, 388, 435, 447, 463, 522, 532, 735, 1203 (№ 1203 - вначале передан Венгрии, а возможно затем, через Германию, передан Словакии), V-3063 — 3082). 5 февраля 1944 прибыли ещё 12 машин (№№ 767, 802, 824, 879, 896, 1200, 1291, 1326, 1334, 1454, 1580, 1603 (№№ 1454, 1580, 1603 были переделаны из Jagdpanzer 38(t)), V-3099 — 3110), а 28 июня — последние 5 (№№ 505, 514, 874, 984, 1086, V-3129 — 3133).

## Экспортные варианты
- LT vz.38 — обозначение в Чехословацкой армии (в чехословацкую армию попасть не успел).
- Praga TNH — первоначальный экспортный вариант для Ирана (в 1935 году изготовлено 50 штук).
- Praga LTP — экспортный вариант для Перу.
- Praga LTH — экспортный вариант для Швейцарии.
- Praga LTL — экспортный вариант для Литвы.
- Praga LLT — модификация LTL, использовавшаяся в Словении.
- Praga LTS — экспортный вариант для Словении.
- Strv m/41 (Praga TNH-Sv) — производились по лицензии в Швеции.
- Т-38 — 108 танков было продано немецкой армией для нужд Венгрии. Также обозначение Т-38 имеют румынские танки.
- PzKpfw 38(t) A-D — вариант танка для нужд Вермахта.
- PzKpfw 38(t) E-G — модификация PzKpfw 38(t) A-D с увеличенной до 50 мм толщиной лобовой брони.
- PzKpfw 38(t) Ausf S — производился для Швеции, но был конфискован Германией.

## Машины на базе
1. Panzerbefehlswagen 38 (t) — командирская версия.
  - Sd.Kfz.266 — стандартный танк модификации Ausf.A, оснащённый радиостанциями Fu 5 и Fu 2. Для связи использовалась стержневая антенна.
  - Sd.Kfz.267 — Pz.Kpfw.38 (t) Ausf.A, оснащённый радиостанциями Fu 8 и Fu 5. Для связи были установлены поручневые антенны, которые размещались на крышке МТО. Основное орудие было заменено деревянным макетом, а вместо башенного пулемёта была установлена заглушка.
  - Sd.Kfz.268  — Pz.Kpfw.38 (t) Ausf.A, оснащённый радиостанциями Fu 7 и Fu 5 Для связи использовались две стержневые антенны. Sd.Kfz.268 предназначалась для связи между танковыми подразделениями Вермахта.
2. Marder III
  - SdKfz 138 —  САУ с открытой сзади рубкой на шасси танка PzKpfw 38(t) с 75-мм немецкой пушкой.
  - SdKfz 139 —  САУ с открытой сзади рубкой на шасси танка PzKpfw 38(t) с 76,2-мм советской пушкой.
3. SdKfz 138/1 Grille
  - Geschützwagen 38 (t) für s.IG.33/2 (Sf) — САУ со 149-мм немецкой пехотной пушкой и передним расположением рубки.
  - Geschützwagen 38 (M) für s.IG.33/2 (Sf) — САУ со 149-мм немецкой пехотной пушкой и задним расположением рубки.
  - Танка снабжения для перевозки боеприпасов.
4. SdKfz 140 (Pz.Kpfw.38 für 2 cm Flak 38) — ЗСУ с 20-мм зенитной пушкой.
5. Aufklärungspanzer 38 (t)
  - SdKfz 141/1 — разведывательный танк с 20-мм орудием в башне, взятой от бронеавтомобиля Sd.Kfz.222. В 1944 году выпущено 70 машин (февраль — 37, март — 33). №№ в диапазоне 3105 — 3416.
  - 8 cm Gr.W. — прототип самоходного миномёта.
6. Jagdpanzer 38(t) — истребитель танков с 75-мм противотанковой пушкой L/48.
7. G-13 — швейцарское обозначение Jagdpanzer 38(t).
8. Sav m/43 — штурмовое орудие на базе LT vz.38 (Strv m/41), производилось в Швеции.
9. Panzerkampfwagen 38 (t) n.A (neuer Art, рус. —  новый тип) — лёгкий разведывательный танк, разработанный BBM, на базе LT vz.38. Первый прототип был представлен в декабре 1941 году. Новый танк имел более мощный 250-сильный двигатель Praga V8, танк должен был развивать скорость в 62 км/ч[4]. В танке применялась сварка. Кроме того, танк имел немного переделанную подвеску и немного удлинённый корпус и полностью новую башню с 37 мм пушкой KwK А7 L/48. С 1941-1942 года было произведено 5 опытных образцов. Танк проиграл более совершенному танку PzKpfw II Ausf L «Luchs» производства MAN.

## Боевое применение

### Польская компания
Во время вторжения в Польшу в сентябре 1939 года около 57 танков Pz.Kpfw.38(t) (включая два командирских танка) входили в состав 67-го танкового батальона 3-й лёгкой дивизии вермахта. Батальон был разделен на три роты по четыре взвода в каждой. Первоначально предполагалось оснастить эти роты исключительно Pz.Kpfw.38(t), но из-за нехватки танков было принято решению включить в него PzKpfw II Ausf.D. 3-я лёгкая дивизия была передана в состав группы армий «Юг» по командованием генерал-полковника фон Рундштедта. В начале войны 3-я лёгкая дивизия вступила в бой с польскими позициями близ Ченстоховы и сумела прорвать оборону. 6 сентября 1939 года польской 3,7-см противотанковой пушкой был подбит первый Pz.Kpfw.38(t). В последующие дни 3-я лёгкая дивизия участвовала во многочисленных боевых столкновениях, пока не достигла горы Кальвария, расположенной к югу от Варшавы. Дивизия, также, участвовала в отражении польской контратаки у реки Бзура. Последние боевые действия в Польше были проведены во время осады Модлина.
К концу польской кампании было потеряно около семи машин, но все они подлежали восстановлению. В ходе  кампании Pz.Kpfw.38(t) показал себя с лучшей стороны. Но, как и все немецкие танки, он также не имел достаточной броневой защиты. Польские противотанковые орудия могли пробивать его лобовую броню на дальности до 300 м, а противотанковые ружья —  на дальности до 100 м.

### Французская кампания
После польской кампании лёгкие дивизии были реорганизованы в танковые дивизии. В октябре 1939 года 3-я лёгкая дивизия была переименована в 8-ю танковую дивизию. В связи с увеличением производства Pz.Kpfw.38(t) Ausf.A и Ausf.B, стало возможно укомплектовать два танковых полка: 10-й (в составе 8-й танковой дивизии) и 25-й (в составе 7-й танковой дивизии). Танковые полки состояли из трех батальонов. Каждый батальон был дополнительно разделен на две роты по 15 машин, разделенные на три взвода. В общей сложности в них насчитывалось около 90 единиц техники. Ко вторжению на Запад было произведено недостаточно танков для полного оснащения этих подразделений. В начале кампании 7-я танковая дивизия имела порядка 91 танка и 10 командирских машин. 8-я танковая дивизия была немного крупнее — 116 танков и 15 командирских танков. Когда в мае 1940 года немцы перешли в наступление, обе эти танковые дивизии входили в группу армии «А» под командованием генерала фон Рундштедта. 7-я танковая дивизия, которой командовал Эрвин Роммель, быстро продвигалась вперед и к 14 мая форсировала реку Маас. После этого она успешно вступила в бой с французской 1-й танковой дивизией, имевшая на вооружении танки Char B1 bis и H35. 16 мая 7-я танковая дивизия пересекла французскую границу и двумя днями позже сумела нанести тяжелые потери французской 1-й лёгкой дивизии.
К 20-му числу она достигла района Арраса, где британские 4-й и 7-й танковые полки удерживали оборону. Эти подразделения были оснащены танками Матильда II, которые были неуязвимы для 37-мм пушек немецких танков. Благодаря артиллерии, поддержки с воздуха и 8,8-см орудий, 7-я танковая дивизия смогла перехватить инициативу. Британцы потеряли около 46 танков, в то время как немцы потеряли только шесть Pz.Kpfw.38(t).
К 12 июня дивизии удалось отрезать и принудить к капитуляции 9-й французский корпус близ Абвиля. Последнее боевое столкновение дивизии на Западе состоялось шесть дней спустя, когда она вступила в бой с британскими войсками в Шербуре. Тем временем 8-я танковая дивизия, находившегося под командованием генерала Хайнца Гудериана быстро продвигалась через линию фронта и к 25 мая достиг Сент-Омера, который находился всего в 40 км к югу от Дюнкерка.
К концу мая 7-я танковая дивизия сообщила об уничтожении 18 тяжелых и около 295 легких танков противника, со стороны немцев были потеряны только 20 Pz.Kpfw.38(t). В общей сложности обе дивизии потеряли около 54 танков Pz.Kpfw.38(t), но большинство было ремонтопригодными.

### Балканская кампания
8-я танковая дивизия участвовала в боевых действиях во время войны стран Оси с Королевством Югославия в апреле 1941 года. Во время этой операции 8-я танковая дивизия входила в состав 56 моторизованного корпуса, наступавшего из Венгрии. После короткой кампании, длившейся менее двух недель.
8-я танковая дивизия сообщила о потере 7 танков Pz.Kpfw.38(t).

### Вторжение в СССР
Для предстоящего вторжения в Советский Союз, было создано ещё 3 танковые дивизии, укомплектованных Pz.Kpfw.38(t). Общая численность танков и командирских машин в этих дивизиях на 22 июня 1941 года была следующей: 7-я танковая дивизия имела 166 танков и 7 командирских машин, 8-я — 118 танков и 7 командирских машин, 12-я —109 танков и 8 командирских машин, 19-я — 116 танков и 11 командирских машин, а 20-я — 116 и 2 соответственно. Перед началом операции «Барбаросса»,машины были оснащены прицепами с 200-литровыми бензиновыми бочками и системой перекачки этого топлива в танк. Pz.Kpfw.38(t), как и вся немецкая техника, находившаяся в СССР до конца 1942 года, сильно пострадала. Например, к началу 1942 года 7-я танковая дивизия потеряла около 176 машин. Около 98 танков были подбиты, один был захвачен, 52 танка были взорваны из-за нехватки топлива или запасных частей, а около 25 пришлось вернуть в Германию для капитального ремонта.
В начале 1942 года Pz.Kpfw.38(t) была сформирована новая 22-я танковая дивизия. Из-за потерь 6-я и 7-я танковые дивизии были отведены на Запад для восстановления. Уцелевшие танки из состава 7-й танковой дивизии были использованы для усиления 1-й и 2-й танковых дивизий. 12-я танковая дивизия была перевооружена на более новые танки Pz.Kpfw.III, в то время как 8-я, 19-я и 20-я танковые дивизии ещё были оснащены Pz.Kpfw.38(t). В течение 1942 года немцы также продали более 100 этих танков Венгрии.
Хотя в первые годы войны Pz.Kpfw.38(t) был неплохим танком, к 1942 году оказалось, что из-за его слабого бронирования и пушки, он не мог противостоять новым средним и тяжёлым танкам Т-34 и КВ. Из отчета 1-й танковой дивизии, датированного началом апреля 1942 года:
«Танк Т-34 подбивает танки на дальностях от 200 до 800 метров. Танк Pz.Kpfw.38(t) не может уничтожить или отразить атаку Т-34 на этих дистанциях. Благодаря своей пушке Т-34 может подбить атакующий танк на большой дистанции».
37-мм пушка Pz.Kpfw.38(t) была неэффективна против толстой и наклонной брони советских танков, но в редких случаях он мог подбить советский танк Т-34. В одном из таких случаев была задействована венгерская танковая дивизия. Во время совместной атаки Вермахта и венгерской армии на советские позиции в Сторожевом один Т-38 (венгерское обозначение Pz.Kpfw.38(t)) под командованием сержанта Яноша Чизмадия наткнулся на Т-34, который атаковал немецкие тыловые позиции. Сержант Янош Чизмадия среагировал быстро и выстрелил в танк с близкого расстояния. 37-мм бронебойный снаряд Т-38 смог пробить задний бронелист Т-34.
Немецкий танкист-ас Отто Кариус, воевавший на Pz.Kpfw.38(t), писал в мемуарах: 
Мы проклинали хрупкую и невязкую чешскую сталь, которая не стала препятствием для русской противотанковой 45-мм пушки. Обломки наших собственных броневых листов и крепёжные болты нанесли больше повреждений, чем осколки и сам снаряд... танк 38(t) по параметрам приблизительно соответствовал танку Т-III. Но кроме того что у чешского танка была сталь худшего качества, он проигрывал ещё и в том, что его экипаж состоял всего из четырёх человек. Командиру танка приходилось одновременно вести наблюдение, самому наводить пушку и стрелять.

## В  массовой культуре

### Художественные произведения
Pz.Kpfw.38(t) из Кубинки можно увидеть в российском художественном фильме Дмитрия Месхиева «Свои» 2004 года. Этот же танк производит один выстрел в эпизоде фильма режиссёра Рената Давлетьярова «А зори здесь тихие…» 2015 года. В других эпизодах вместо реального танка снялась реплика Pz.Kpfw.38(t), созданная подполковником запаса Вячеславом Верёвочкиным.
В фильме Подольские курсанты использовались эти танки воссозданыеиз реальных подбитых танков

### Компьютерные игры
Pz.Kpfw.38(t) представлен практически во всех военных играх. Например, в многопользовательской онлайн-игре War Thunder представлено три модификации танка: Ausf.A,  Ausf.F и n.A, они имеют боевой рейтинг 1.3, 2.3 и 2.3 соответственно. В игре «В тылу врага» (Men of war) присутствует Pz.Kpfw.38(t) и Т-38 румынской армии. В стратегии в реальном времени Блицкриг танк присутствует в немецкой компании на раннем этапе игры. В ММО-игре World of Tanks танк расположен на III уровне. Кроме того, в игре имеется Pz.Kpfw.38(t) n.A, расположенный на IV уровне. В мобильной версии игры присутствуют оба танка, но они не доступны в ветки прокачки.

### Стендовый моделизм
PzKpfw 38(t) широко представлен в стендовом моделизме. Сборные пластиковые модели в масштабе 1:35 выпускаются фирмами Макет (Россия), Тамия (Япония), Драгон (Гонконг), Trumpeter (Китай), Italeri (Италия) и Hobby Boss (выпускаются модели закрывшейся фирмы Tristar (Гонконг)). В масштабе 1:100 выпускается фирмой Zvezda (Россия).

## Операторы
- Нацистская Германия.
- Иран — начальная версия танка, TNH, была продана иранской армии в количестве 50 штук.
- Швеция — получила лицензию на выпуск танка под обозначением Strv m/41.
- Болгария — 10 шт.  переданы Германией для болгарской армии.[6]
- Венгрия — в начале 1942 года 108 танков Pz.Kpfw.38(t)[7], которые получили обозначение T-38, были переданы для укомплектования 1-й полевой танковой дивизии, которая в дальнейшем в составе 2-й венгерской армии принимала участие в боях на Дону летом — зимой 1942-43 гг. Ещё минимум 3 танка были получены для восполнения потерь.
- Словакия — в 1940—1943 гг. немцы передали Словакии 37 новых танков Pz.Kpfw.38(t)[8], а в 1943-44 гг. — ещё 37 отремонтированных танков Pz.Kpfw.38(t) различных модификаций[9].
- Румыния — в 1943 году поставлено 50 прошедших ремонт лёгких танков Pz.Kpfw. 38(t) Ausf. A, B и C[10].
- СССР (трофейные)
- Швейцария — 24 танка были проданы в Швейцарию в начале 1939 года без вооружения, где получили обозначение Panzerwagen-39. Вооружение танка состояло из пулемётов и 24-мм автоматического орудия с магазинной зарядкой местного производства. Первоначально танки были оснащены двигателями Scania-Wabis, позднее переоборудованы швейцарскими Saurer.

## Сохранившиеся экземпляры
(список неполный)
- Бронетанковый музей в Кубинке, 1 танк
- Музей Словацкого национального восстания[англ.], 1 танк
- Дворец Саадабад в Тегеране, 1 танк
- Музей Победы на Поклонной горе, 1 танк
- Немецкий танковый музей в Мунстере, 1 танк
- Музей техники Вадима Задорожного, 1 танк
- Военно-технический музей (Лешаны), 1 танк
- Парковый комплекс истории техники имени К. Г. Сахарова в Тольятти, 1 танк

## Галерея
- LT Vz.38 с поздней военной эмблемой Первой Словацкой республики на башне.
- LT vz.38 в Бронетанковом музее в Кубинке